# Secretos del paraíso
Secretos del paraíso es una telenovela colombiana producida por Vista Productions Inc. para RCN Televisión y Mundo Fox en 2013. Es una nueva versión de la telenovela La maldición del paraíso, realizada en el año 1993 con una historia original de Mónica Agudelo.
Protagonizada por Natalia Durán, Iván López, y Juan Pablo Espinosa como protagonistas, con Jorge Cao y Patricia Tamayo como los antagonistas principales de la historia; cuenta además con las actuaciones estelares de Linda Baldrich, Ernesto Benjumea, Carlos Torres, Susana Rojas, Marcela Gallego y Silvia de Dios.

## Sinopsis
Victoria Márquez es una mujer hermosa con una carrera brillante y futura esposa de Alejandro Soler, sobre ella recae una terrible maldición por ser la hija de dos asesinos: Años atrás, en "El Paraíso" su padre asesino a su hermano por el amor de Eugenia, la madre de Victoria. Una joven indígena del lugar que estaba embarazada sabía que los padres de Victoria eran criminales, ella muere en misteriosas circunstancias que llevan a la madre de esta a asegurar que los padres de Victoria la mataron; de esa manera la indígena profetiza la maldición que recae sobre Victoria y su hermano Julian que lleva a que la historia ser repita en otros personajes: el triángulo amoroso de Victoria y los hermanos Soler.
Helena de Soler es una mujer ambiciosa y manipuladora que ama a Alejandro Soler pero que repudia la existencia de Cristóbal. Años atrás, el esposo de Helena se enamoró de Esmeralda y tuvieron un hijo: Cristóbal Soler, Esmeralda era una prostituta pero ella no se reveló al padre de Cristóbal, pero Helena y Guillermo se encargaron de hacerlo provocando el suicidio del esposo de Helena del cual hicieron creer a todos que fue una muerte natural, de igual manera manipularon el testamento donde la mitad de la herencia era de Esmeralda pasando todo a manos de Helena y los hermanos Soler. Guillermo le arrebató a Esmeralda su hijo, asegurando que los Soler le darían una mejor vida.
La historia plantea otro secreto: Guillermo llega a la casa de Helena y la encuentra con un bebe, al preguntarle quien era ese niño y que hacía con ella, Helena le dice que es Alejandro, su hijo.
Años después, Victoria Marquez se encuentra en Nueva York con su madre y a pocos días de casarse, en un bar conoce a Cristóbal Soler, pero ninguno dice su nombre, al enterase que ella se casara, Cristóbal critica el matrimonio y le da un beso; pero Victoria se va del lugar prometiendo olvidar ese momento que puso en duda el amor que tenía por Alejandro. Eugenia y Cristóbal se conocen y pasan la noche juntos, al amanecer Eugenia se va antes de que despierte Cristóbal.
El día de la boda llega Cristóbal provocando el odio de Helena, la cual no quería que el estuviera presente ese día. Al iniciar la boda, Victoria entra y descubre que Cristóbal es el hermano de Alejandro, al igual, que Cristóbal descubre que Eugenia está casada y es la madre de Victoria. Victoria recuerda el beso con Cristóbal antes de decir si al sacerdote, pese a todo se casa con Alejandro.
Helena convence a Alejandro de que se quede con Victoria en su casa argumentando que Cristóbal la odia y le quiere hacer daño, Victoria se ve envuelta en un gran dilema viviendo en la casa de los Soler por estar tan cerca de Cristóbal. El matrimonio se empieza a debilitar y Victoria y Cristóbal pasan una noche juntos en el cuarto de Alejandro mientras este estaba en un viaje, esa noche el escapulario de Cristóbal se queda en el cuarto. Al día siguiente es encontrado por Federico pero termina en las manos de Victoria.
Por otra parte, Esmeralda decide recuperar a su hijo, y le cuenta que es su madre al tiempo que ella se enamora del padre de Victoria.
Victoria decide darse una última oportunidad para salvar a su matrimonio, le dice a Alejandro que lo espera en el aeropuerto para tener la luna de miel retrasada varios meses, Alejandro hace todo lo posible por llegar al aeropuerto es día. Victoria le deja a Cristóbal su escapulario en el cuarto de este como símbolo de una despedida. Al llegar Alejandro a su casa para recoger la maleta es asaltado y golpeado por dos ladrones que entraron a la casa amenazando a la empleada: Azucena. Alejandro queda inconsciente y Victoria decide tomar el vuelo sola, pero Cristóbal la llama diciendo que la ama,
Victoria busca a Cristóbal, este le pregunta por Alejandro y ella le dice que ya no le importa lo que pase con Alejandro, los dos pasan otra noche juntos. Al amanecer Cristóbal le toma unas fotos desnuda a Victoria mientras duerme, ella se da cuenta y se molesta con él.
Victoria se entera de que Alejandro fue asaltado y golpeado pero ella decide que se divorciara. 
Cristóbal entra a la oficina de Guillermo y encuentra el verdadero testamento de su padre; mientras Alejandro descubre las fotografías de Victoria y se da cuenta de la traición, enfrenta a a su esposa y toma una pistola dispuesto a matar a Cristóbal. Llega al apartamento de su hermano y se le lleva en el carro, Cristóbal va manejando mientras Alejandro le apunta con el arma, en medio de la discusión pierden la dirección y el carro se estrella; salen heridos y empiezan a pelear, en la confusión Cristóbal tiene el arma y se escucha un disparo, Cristóbal se va del lugar y en la carretera encuentra a Victoria que salió con Federico tras Alejandro sin darle ninguna pista de él; Cristóbal llega a la casa Soler y encuentra a Guillermo y Helena, Guillermo ya sabe que Cristóbal le robo el testamento, Helena le dice que donde esta Alejandro, Cristóbal saca el testamento original y Guillermo y Helena le dicen que la policía lo está buscando, además, es el principal sospechoso del robo en la casa Soler: La noche del robo, encontraron el escapulario de Cristóbal que Victoria había dejado en su antiguo cuarto despidiéndose de él, Cristóbal no entiende nada sobre el robo ya que él estaba esa noche con Victoria, les dice a Guillermo y Helena que busquen a la policía pero que ellos irán a la cárcel por falsificar el testamento de su padre.
En ese momento llega la policía, entonces Guillermo sabiendo que Cristóbal tiene el testamento original lo acusa de robar sus documentos frente a los policías, además de decir que fue el quien asalto la casa y que le hizo algo a Alejandro que está desaparecido. Cristóbal oculta el testamento en sus pantalones y en medio del caos le preguntan por Alejandro, Cristóbal confundido en ese momento dice sin tener en cuenta lo que expresa que Alejandro puede estar muerto, la policía lo arresta por sus declaraciones y encuentran el arma de Alejandro que se le cae a Cristóbal. 
Guillermo no logra recuperar el testamento, Victoria está destrozada y se siente culpable de todo lo que ha sucedido, declara que Cristóbal no está involucrado en el robo porque esa noche estaba con ella, al no encontrar el cuerpo de Alejandro, las autoridades dicen que las posibilidades de que Alejandro este vivo son muy altas; justo cuando todo indica la inocencia de Cristóbal, Guillermo lo acusa de tener secuestrado a Alejandro e inicia un juicio en contra de su sobrino. Por otra parte, Alejandro llega a un hotel donde conoce a una hermosa recepcionista, decide que pasara un largo tiempo en ese lugar sin saber lo que ocurre con su familia en Bogotá. Alejandro viaja a las tierras del "paraíso" donde se encuentra con la indígena que profetizó la maldición.

## Reparto
- Natalia Durán - Victoria Márquez.
- Iván López - Alejandro Soler
- Juan Pablo Espinosa - Cristóbal Soler
- Jorge Cao - Guillermo Soler
- Patricia Tamayo - Helena de Soler
- Linda Baldrich - Lucía
- Liz Bazurto - Sonia
- Carlos Torres - Julián Márquez.
- Mateo Rueda - Daniel
- Marcela Gallego - Esmeralda
- Gloria Gómez - Fernanda Soler
- Silvia De Dios - Eugenia
- Ernesto Benjumea- Ricardo
- Estefanía Borge - Mariana
- Alina Lozano - Mercedes
- Germán Quintero - Manuel
- María José Martínez - María del Pilar "Mapi" Cortés Espinosa
- Susana Rojas - Marisol
- Carlos Hurtado - Roberto
- Juan Fernando Sánchez - Federico
- Lisbeth Cepeda - Azucena
- María Barreto - Lina
- Victoria Gaitán - Sandra
- Diana Wiswell - Rubi
- Nestor Alfonso Rojas - Tacho
- Jhao Salinas - Marcelo